# Кубок ірландської ліги з футболу 2007
Кубок ірландської ліги 2007 — 34-й розіграш Кубка ірландської ліги. Переможцем втретє поспіль став Деррі Сіті.

## Календар
| Раунд        | Дата             | Матчі | Клуби   |
| ------------ | ---------------- | ----- | ------- |
| Перший раунд | 1-16 квітня 2007 | 8     | 24 → 16 |
| 1/8 фіналу   | 5-8 травня 2007  | 8     | 16 → 8  |
| 1/4 фіналу   | 2-3 липня 2007   | 4     | 8 → 4   |
| 1/2 фіналу   | 7-28 серпня 2007 | 2     | 4 → 2   |
| Фінал        | 9 жовтня 2007    | 1     | 2 → 1   |

## Перший раунд
| Команда 1         | Рахунок      | Команда 2      |
| ----------------- | ------------ | -------------- |
| 1 квітня 2007     |              |                |
| Фінн Гарпс        | 2:0          | Фанад Юнайтед  |
| 2 квітня 2007     |              |                |
| Атлон Таун        | 1:1 пен. 5:4 | Лонгфорд Таун  |
| Вотерфорд Юнайтед | 3:0          | Вексфорд Ютс   |
| 3 квітня 2007     |              |                |
| Коб Рамблерс      | 3:0          | Лімерик        |
| Монахан Юнайтед   | 2:4          | Голвей Юнайтед |
| 9 квітня 2007     |              |                |
| Шемрок Роверс     | 1:0          | Дандолк        |
| 16 квітня 2007    |              |                |
| Богеміан          | 3:1          | Брей Вондерерз |
| Кілдер Каунті     | 0:0 пен. 2:4 | ЮКД            |

## 1/8 фіналу
| Команда 1            | Рахунок      | Команда 2         |
| -------------------- | ------------ | ----------------- |
| 5 травня 2007        |              |                   |
| Фінн Гарпс           | 3:2          | Слайго Роверз     |
| Керрі Ліга           | 1:1 пен. 3:4 | Корк Сіті         |
| Сент-Патрікс Атлетік | 0:1          | ЮКД               |
| 8 травня 2007        |              |                   |
| Атлон Таун           | 1:1 пен. 4:3 | Кілкенні Сіті     |
| Коб Рамблерс         | 2:1          | Вотерфорд Юнайтед |
| Деррі Сіті           | 2:1          | Голвей Юнайтед    |
| Дрогеда Юнайтед      | 0:3          | Шемрок Роверс     |
| Шелбурн              | 0:2          | Богеміан          |

## 1/4 фіналу
| Команда 1     | Рахунок | Команда 2  |
| ------------- | ------- | ---------- |
| 2 липня 2007  |         |            |
| ЮКД           | 2:1     | Фінн Гарпс |
| 3 липня 2007  |         |            |
| Богеміан      | 3:2 дч  | Корк Сіті  |
| Коб Рамблерс  | 1:2     | Деррі Сіті |
| Шемрок Роверс | 1:0     | Атлон Таун |

## 1/2 фіналу
| Команда 1      | Рахунок | Команда 2     |
| -------------- | ------- | ------------- |
| 7 серпня 2007  |         |               |
| Богеміан       | 1:0     | Шемрок Роверс |
| 28 серпня 2007 |         |               |
| Деррі Сіті     | 3:0     | ЮКД           |

## Фінал
| 9 жовтня 2007 |

| Деррі Сіті | 1:0 дч | Богеміан |
| ---------- | ------ | -------- |
| Макх'ю 97' |        |          |

| Брандівелл, Деррі Глядачів: 7 700 Арбітр: Д.Ханні |